# Guillaume du Tielt
Guillaume du Tielt was een graveur uit Ieper. Er is geen exacte geboortedatum bekend, vermoedelijk werd hij geboren tussen 1585 en 1590. Hij zou gestorven zijn in 1669. Hij zou uit Ieper afkomstig geweest en afstammen van een oude Ieperse burgerijfamilie. Alphonse Vandenpeereboom heeft geprobeerd om meer te weten te komen over het leven van de graveur. Hij heeft in het West-Vlaamse tijdschrift Biekorf een korte bijdrage over du Tielt geschreven waarin verwezen wordt naar de biografie die hij schreef over du Tielt.:25-26 Nog volgens Vandenpeereboom zou hij leerling geweest zijn van de schilder Rubens, vandaar dat hij vaak wordt omschreven als schilder.

## Leven
In 1611 kent het Iepers stadsbestuur enkele gunsten toe aan du Tielt, in de hoop dat hij zich zou vestigen in de stad. De stad had immers een zware periode achter de rug na de religieuze troebelen uit de 16e eeuw, waardoor veel gebouwen in de stad wat verloederd waren. Op die manier was de artistieke en literaire situatie in de stad wat verwaarloost geraakt. Ook het drukkerijwezen zou ophouden met bestaan. Met de komst van de aartshertogen Albrecht en Isabelle is er terug verbetering op komst. Er werden opnieuw scholen geopend en ook de literaire beweging kreeg opnieuw een boost. Het is in die periode dat Guillaume du Tielt een subsidie ontving van de stad die hem hielp bij de betaling van de huur van zijn woning en bijbehorend atelier. Zijn huis bevond zich in de Rijselstraat en dit huis zou nadien nog lang bewoond worden door zijn afstammelingen. Hij was gehuwd met Antonie Warique, ze hadden 5 kinderen (Pierre, Louis, Suzanne, Cécile en Guillaume). Pierre trad in de voetsporen van zijn vader als kopergraveerder en Louis werd schilder en had een eigen atelier in Ieper. Het is niet zeker of zoon Guillaume ook graveerder was. Vader Guiillaume oefende het beroep van graveurder uit tussen 1611 en 1653.:25-16
Het oeuvre van du Tielt bestaat voornamelijk uit verschillende processievaantjes voor de Ieperse Tuindag. Dit feest werd jaarlijks gevierd naar aanleiding van het beleg van Ieper in 1383. Du Tielt leverde deze processievaantjes vanaf 1614 jaarlijks aan de stad en dit tot enkele weken voor zijn dood in oktober 1653. De Ieperse Tuindag omvat een processie ter ere van Onze-Lieve-Vrouw van Tuine en dit werd eveneens door du Tielt vastgelegd in 1610. Nog een ander belangrijk werk van du Tielt is de kopergravure met als onderwerp het beleg van Ieper uit 1383. Dit werk is te bezichtigen in de vaste opstelling van het Yper Museum. De meeste van zijn werken waren trouwens religieus van aard, te kaderen in de tijdsperiode van de contrareformatie.:26-27

## Beleg van Ieper uit 1383
Deze gravure is één van zijn bekendste werken en is te bewonderen in het Yper Museum. Op de gravure is de stad te zien omstreeks 1383, ten tijde van het beleg van Ieper. Het werk heeft een totale lengte van 17,2 cm en is 20,3 cm breed. Onderaan de kaart is tevens nog een legende of tekstgedeelte te zien. 

## Processie van Onze-Lieve-Vrouw van Tuine
De processie werd jaarlijks gehouden vanaf 1384 naar aanleiding van de herdenking van de bevrijding van Ieper na het beleg in 1383. De Ieperlingen schreven de overwinning immers toe aan de Onze-Lieve-Vrouw van Tuine, die de patrones van de stad was.:28

## Gallerij

Kopergravure van het beleg van Ieper in 1383 door Guillaume du Tielt (1610)
Processie ter ere van de Onze-Lieve-Vrouw van Tuine door Guillaume du Tielt (1609)

- RKD-Nederlands Instituut voor Kunstgeschiedenis: 130842